# 红旗营乡
红旗营乡，是中华人民共和国河北省张家口崇礼区下辖的一个乡镇级行政单位。

## 行政区划
红旗营乡下辖以下地区：
西红旗营村、下双台村、西双台村、东双台村、东红旗营村、马凤祥沟村、大同营村、王帽营村、贾麻沟村、老芽茬村、白化沟村、海流图村、元房子村、老虎背村和二道沟村。